# Landgericht Höchstädt
Das Landgericht Höchstädt war ein Amt in Höchstädt an der Donau, das 1804 entstand. Durch die Säkularisation 1802/03 kamen neue Gebiete zu Bayern und machten eine Verwaltungsneugliederung notwendig.

## Orte des Landgerichts
Das Landgericht Höchstädt setzte sich zusammen aus dem Gebiet des ehemaligen Landvogtamtes Höchstädt, der Pflege Bachhagel, sowie den Gebieten der ehemaligen Ämter des säkularisierten Klosters Kaisheim: Amt Lauingen, Amt Tapfheim und Amt Wolpertstetten. Ebenso gehörten dazu die Orte Amerdingen (Herrschaft von Stauffenberg), Tapfheim, Donaumünster und Erlingshofen.

## Auflösung des Landgerichts
Zum 1. Juli 1862 wurden die Bezirksämter in Bayern errichtet und die Trennung von Rechtspflege und Verwaltung vollzogen. Die Rechtspflegeeinrichtungen erhielten die Bezeichnung Landgericht (ab dem 1. Januar 1879 Amtsgericht) und die Verwaltungsbehörden die Bezeichnung Bezirksamt. 
Die alten Landgerichte Höchstädt, Dillingen und Lauingen wurden 1862 zum Bezirksamt Dillingen zusammengelegt.